# Benedikt Stokar
Benedikt Stokar (* April 1516 in Schaffhausen; † 1. Februar 1579 ebenda) war ein französischer Hofrat Schweizer Herkunft.

## Leben
Stokar war der zweite Sohn des kaiserlichen Hauptmanns Alexander Stokar und Begründer der Hauptlinie Stokar von Neuforn des Schweizer Rats- und Gerichtsherrengeschlechts Stokar. Er bewohnte 1538 den Stokarberg, 1550 erbaute er das Haus zum Turm in Schaffhausen. 1544 kaufte er gemeinsam mit seinem Bruder Hans Kaspar Stokar zwei Hofstätten vor dem Barfüssergarten und errichtete darauf das «obere und untere Höflein». 1554 erwarb er die Gerichtsherrlichkeit zu Ober- und Unter-Neuforn, woher seine Nachfahren den Beinamen «von Neuforn» erhielten.
Gegen den Willen des Schaffhauser Rats trat er in französische Dienste und diente als Hofrat und Kammerherr unter den Königen Heinrich II., Franz II. und Karl IX. Franz II. erhob ihn 1559 in den französischen Adelsstand.
Seine Tochter Margarethe heiratete 1595
Hans Im Thurn-Stokar.